# União Democrática da Catalunha
A União Democrática da Catalunha (em catalão Unió Democràtica de Catalunya; UDC) foi um partido político da Catalunha.
O partido foi fundado em 1931 e adere a uma ideologia democrata cristã, defensor de uma economia de mercado, apoiante do federalismo europeu e, defensor de uma Espanha federal com a Catalunha pertencendo a esta.
Grande parte do tempo, a UDC concorreu dentro da Convergência e União, ao lado da Convergência Democrática da Catalunha, que governou a Catalunha, entre 1980 a 2003 e, de novo, entre 2010 a 2015.
Em 2015, o pacto UDC-CDC termina, por divergências quanto ao processo de autodeterminação da Catalunha, com a UDC defendendo uma Catalunha dentro de uma Espanha federal, enquanto, a CDC defende a independência da Catalunha.
Em 24 de março de 2017, o partido confirmou sua dissolução após 86 anos de atividade política.